# Polikarpov Po-2
Polikarpov Po-2 (còn gọi là U-2) là một loại máy bay hai tầng cánh đa dụng của Liên Xô, nó có biệt danh là Kukuruznik (tiếng Nga: Кукурузник-lõi ngô, từ "kukuruza" (кукуруза) nghĩa là ngô), tên định danh NATO "Mule". Đáng tin cậy, dễ sử dụng cũng như chi phí để chuyển sang máy bay cường kích, trinh sát, liên lạc trong chiến tranh rẻ, nên nó là kiểu máy bay chiến đấu hạng nhẹ đa năng nhất được chế tạo ở Liên Xô. Nó là máy bay được sản xuất nhiều thứ hai trong lịch sử hàng không. Hơn 40.000 chiếc Po-2 đã được chế tạo giai đoạn 1928-1953. Nó vẫn được sản xuất trong thời gian dài hơn bất kỳ loại máy bay nào thời Liên Xô.. Chiếc máy bay này còn nổi tiếng vì từng thực hiện 24.000 phi vụ ném bom tại Trung đoàn Cận vệ ném bom đêm Taman số 46, một trong 3 trung đoàn toàn phi công nữ do Marina Raskova sáng lập.

## Biến thể và các giai đoạn thiết kế
- U-2: Kiểu cơ bản, chế tạo số lượng với làm máy bay huấn luyện sơ cấp. Nó cũng được chế tạo với nhiều phiên bản khác nhau, cả dân sự cũng như quân sự. Biến thể U-2 còn làm nhiệm vụ vận tải, trinh sát và huấn luyện hạng nhẹ. Động cơ piston loại M-11 công suất 75 kW (100 hp). Sau đó dùng động cơ M-11 nâng cấp công suất 111 kW (150 hp)
- U-2A: Máy bay phun thuốc trừ sâu cho ngô, dùng động cơ 86 kW (115 hp) M-11K. Định danh thành Po-2A sau năm 1944.
- U-2AO: Máy bay nông nghiệp hai chỗ.
- U-2AP: Máy bay nông nghiệp một chỗ, mang được thùng chứa 200–250 kg (441-551 lb) hóa chất. 1.235 chiếc chế tạo giai đoạn 1930–1940.
- U-2G: Máy bay thử nghiệm. 1 chiếc.
- U-2KL:
- U-2LSh:
- U-2LPL:
- U-2M:
- U-2P:
- U-2S:
- U-2SS:
- U-2ShS:
- U-2SP:
- U-2SPL:
- U-2UT:
- U-2LNB:Phiên bản có mang vũ khí.
- 'U-2VS:Phiên bản có mang vũ khí.
- U-2NAK:
- U-3:
- U-4:

(Tổng cộng có khoảng 33.000 chiếc U-2 được sản xuất)
- Po-2:
- Po-2A:
- Po-2GN:
- Po-2L:
- Po-2P:
- Po-2S:
- Po-2S-1:
- Po-2S-2:
- Po-2S-3:
- Po-2ShS:
- Po-2SP:
- RV-23:
- CSS-13:
- CSS S-13:
- E-23:

## Quốc gia sử dụng
Albania
- Không quân Albania[4]

 Bulgaria
- Không quân Bulgary[5]

 Trung Quốc

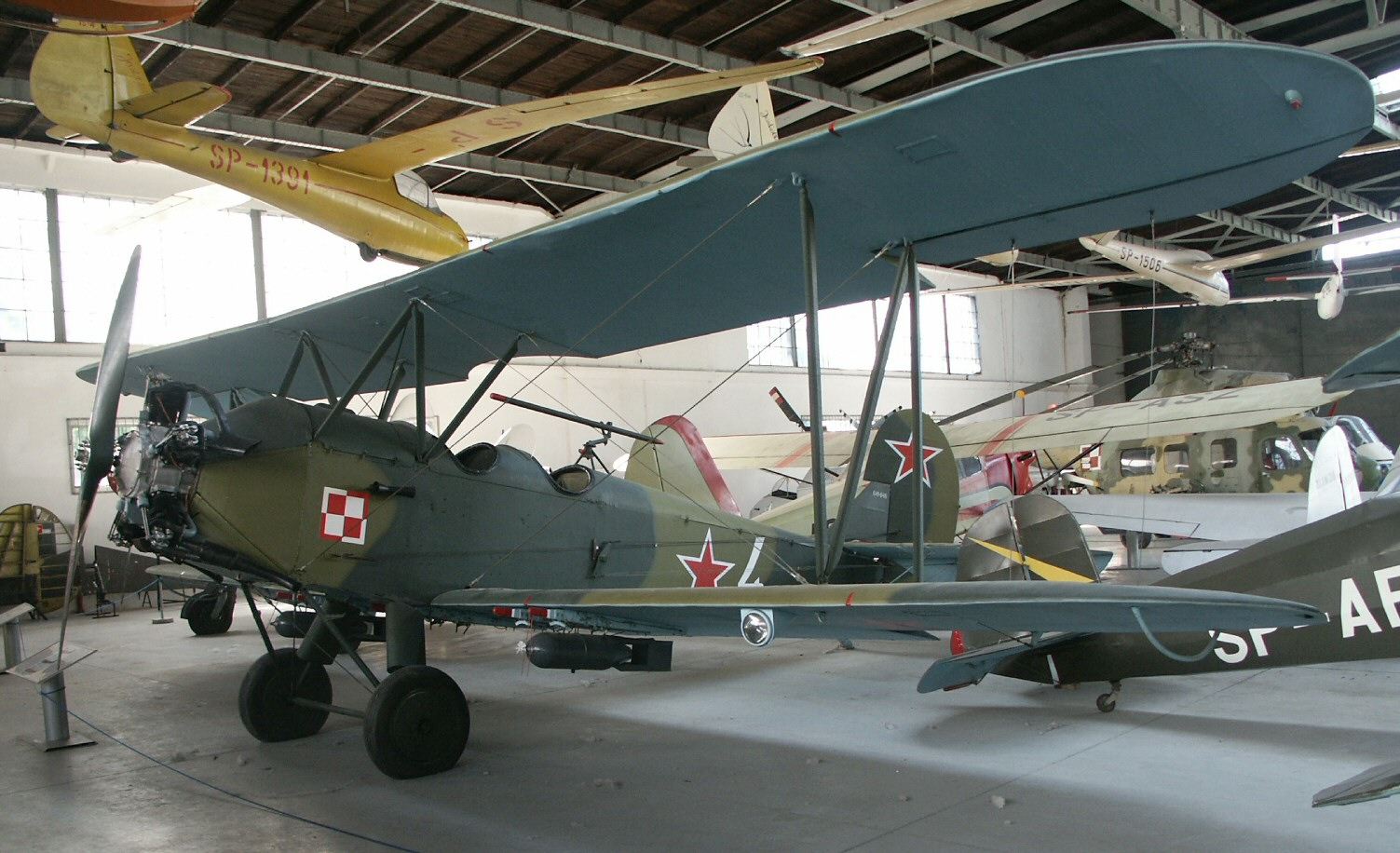
Máy bay cường kích bay đêm U-2LNB thuộc Trung đoàn ném bom bay đêm số 2 Ba Lan "Kraków"
(tại Bảo tàng Hàng không Ba Lan)

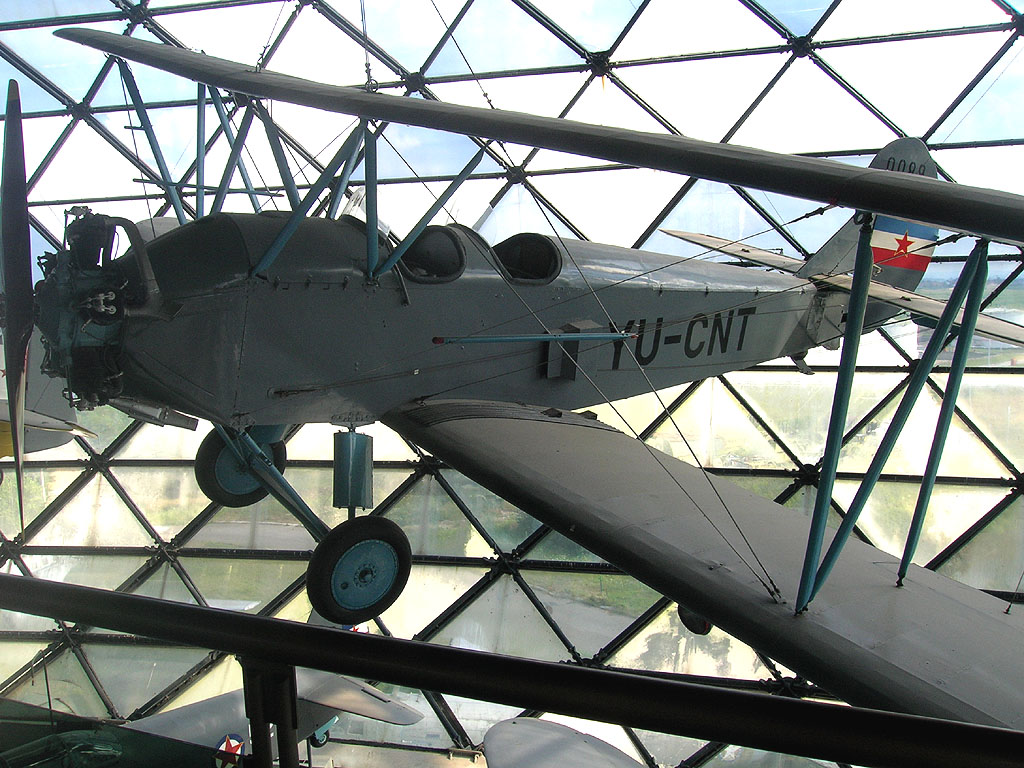
Polikarpov Po-2 thuộc Nam Tư, Bảo tàng Hàng không Belgrade, Serbia

- Không quân Quân giải phóng Nhân dân

 Tiệp Khắc
- Không quân Tiệp Khắc
- Slov-Air

 Phần Lan
- Không quân Phần Lan

 Pháp
- Không quân Pháp tự do

 Germany
- Luftwaffe

 Đông Đức
- Không quân Đông Đức

 Hungary
- Không quân Hungary

 Mông Cổ
- MIAT Mongolian Airlines
- Không quân Quân đội Nhân dân Mông Cổ

 CHDCND Triều Tiên
- Không quân Nhân dân Triều Tiên

 Ba Lan
- Không quân Lục quân Ba Lan (sau năm 1947 là Không quân Ba Lan)
- LOT Polish Airlines[6]
- Aeroklub Polski
- Hải quân Ba Lan

 Romania
- Không quân Romania

 Liên Xô
- Không quân Liên Xô
- Aeroflot
- OSOAVIAKhIM
- DOSAAF

 Thổ Nhĩ Kỳ
 Nam Tư
- Không quân SFR Nam Tư[7]

 Việt Nam
- Không quân Nhân dân Việt Nam

## Tính năng kỹ chiến thuật (U-2)
Đặc điểm tổng quát
- Kíp lái: 1
- Sức chứa: 1 hành khách
- Chiều dài: 8,17 m (26 ft 10 in)
- Sải cánh: 11,40 m (37 ft 5 in)
- Chiều cao: 3,10 m (10 ft 2 in)
- Diện tích cánh: 33,2 m² (357 ft²)
- Trọng lượng rỗng: 770 kg (1.698 lb)
- Trọng lượng có tải: 1.030 kg (2.271 lb)
- Trọng tải có ích: 260 kg (573 lb)
- Trọng lượng cất cánh tối đa: 1.350 kg (2.976 lb)
- Động cơ: 1 × Shvetsov M-11D, 93 kW (125 hp)

 Hiệu suất bay 
- Vận tốc cực đại: 152 km/h (82 kn, 94 mph)
- Vận tốc hành trình: 110 km/h (59 kn, 68 mph)
- Tầm bay: 630 km (340 nmi, 391 mi)
- Trần bay: 3.000 m (9.843 ft)
- Vận tốc lên cao: 2,78 m/s (546 ft/phút)
- Tải trên cánh: 41 kg/m² (8.35 lb/ft²)
- Công suất/trọng lượng: 60 W/kg (0,04 hp/lb)

Trang bị vũ khí

(chỉ phiên bản U-2VS / LNB)
- Súng: 1 × súng máy ShKAS 7.62 mm (0.30 in)
- Bom: 6 quả bom 50 kg (110 lb)